# Lovorovke
Lovorovke (lat. Lauraceae nom. cons.), porodica dvosupnica iz reda lovorolike (Laureales) kojoj pripada 9 tribusa sa 3347 vrsta
Poglavito su zimzeleno drveće rasprostranjeno širom svijeta s toplijom klimom. Najvažniji rod Laurus (lovor) daje porodici ime, a pripada mu 4 vrste L. azorica, L. chinensis, L. melissifolia i L. nobilis čioji se list koristi kao začin.

## Opis
Lauraceae su gotovo sve drvenasta stabla i grmovi koji se sastoje od 30 do 50 rodova i oko 2000 vrsta. Izuzetak je lozni, bezlisni, parazitski rod Cassytha. Listovi su jednostavni, bez prilistaka, obično naizmjenični. Cvjetovi su aktinomorfni, obično dvospolni i imaju perijant od šest, bazalno spojenih čašičastih segmenata. Androcej se najčešće sastoji od 4 pršljena (verticil) od po 3 prašnika, iako su unutarnji pršljeni često sterilni. Niti unutarnjeg pršljena obično imaju par proširenih žljezdanih dodataka u blizini baze. Prašnici se odvajaju pomoću obično 4, prema gore otvorena zaliska. Jedan jednostavni pistil ima obično gornju jajnicu s jednim visećim ovulom u pojedinačnom mjestu. Plod je bobica ili koštunica, često bazalno okružena kratkom, postojanom čašicom perijanta. Za razliku od ostalih Magnoliidae, kod Lauraceae embrij potpuno apsorbira endosperm.

## Tribusi i rodovi
1. Familia Lauraceae Juss. (3347 spp.)
  1. Tribus Hypodaphnideae Kosterm. ex Reveal
    1. Hypodaphnis Stapf (1 sp.)

  2. Tribus Cryptocaryeae Nees
    1. Aspidostemon Rohwer & H. G. Richt. (28 spp.)
    2. Potoxylon Kosterm. (1 sp.)
    3. Eusideroxylon Teijsm. & Binn. (1 sp.)
    4. Cryptocarya R. Br. (356 spp.)
    5. Endiandra R. Br. (129 spp.)
    6. Triadodaphne Kosterm. (2 spp.)
    7. Potameia Thouars (23 spp.)
    8. Sinopora J. Li, N. H. Xia & H. W. Li (1 sp.)
    9. Syndiclis Hook. fil. (10 spp.)
    10. Dahlgrenodendron van der Merwe & A. E. van Wyk (1 sp.)
    11. Beilschmiedia Nees (271 spp.)

  3. Tribus Cassytheae Dumort.
    1. Cassytha L. (23 spp.)

  4. Tribus Neocinnamomeae Yu Song, W.B.Yu & Y.H.Tan
    1. Neocinnamomum H. Liou (7 spp.)

  5. Tribus Caryodaphnopsideae Yu Song, W.B.Yu & Y.H.Tan
    1. Caryodaphnopsis Airy Shaw (17 spp.)

  6. Tribus Mezilaurus clade
    1. Anaueria Kosterm. (1 sp.)
    2. Chlorocardium Rohwer, H. G. Richt. & van der Werff (3 spp.)
    3. Sextonia van der Werff (2 spp.)
    4. Mezilaurus Kuntze ex Taub. (26 spp.)
    5. Williamodendron Kubitzki & Richter (5 spp.)

  7. Tribus Perseeae Nees
    1. Apollonias Nees (2 spp.)
    2. Nothaphoebe Blume (25 spp.)
    3. Dehaasia Blume (39 spp.)
    4. Alseodaphne Nees (50 spp.)
    5. Persea Mill. (109 spp.)
    6. Phoebe Nees (70 spp.)
    7. Alseodaphnopsis H. W. Li & J. Li (11 spp.)
    8. Hexapora Hook. fil. (1 sp.)
    9. Machilus Nees (136 spp.)

  8. Tribus Cinnamomeae Nees
    1. Cinnamomum Schaeff. (267 spp.)
    2. Sassafras J. Presl (3 spp.)
    3. Aiouea Aubl. (74 spp.)
    4. Pleurothyrium Nees ex Lindl. (48 spp.)
    5. Nectandra Rol. ex Rottb. (98 spp.)
    6. Endlicheria Nees (62 spp.)
    7. Rhodostemonodaphne Rohwer & Kubitzki (40 spp.)
    8. Umbellularia Nutt. (1 sp.)
    9. Mespilodaphne Nees (42 spp.)
    10. Ocotea Aubl. (514 spp.)
    11. Kuloa Trofimov & Rohwer (3 spp.)
    12. Damburneya Raf. (25 spp.)
    13. Dicypellium Nees & Mart. (2 spp.)
    14. Licaria Aubl. (82 spp.)
    15. Kubitzkia van der Werff (2 spp.)
    16. Aniba Aubl. (47 spp.)
    17. Phyllostemonodaphne Kosterm. (1 sp.)
    18. Yasunia van der Werff (2 spp.)
    19. Urbanodendron Mez (3 spp.)
    20. Paraia Rohwer, H. G. Richt. & van der Werff (1 sp.)

  9. Tribus Laureae Maout & Decne.
    1. Laurus L. (3 spp.)
    2. Litsea Lam. (377 spp.)
    3. Parasassafras Long (1 sp.)
    4. Lindera (Adans.) Thunb. (93 spp.)
    5. Actinodaphne Nees (102 spp.)
    6. Dodecadenia Nees (1 sp.)
    7. Cinnadenia Kosterm. (3 spp.)
    8. Neolitsea (Benth.) Merr. (99 spp.)

## Vanjske poveznice
|  | Zajednički poslužitelj ima još gradiva o temi Lauraceae |
|  | Wikivrste imaju podatke o taksonu Lauraceae             |